# Cyathea raciborskii
Cyathea raciborskii är en ormbunkeart som beskrevs av Edwin Bingham Copeland. Cyathea raciborskii ingår i släktet Cyathea och familjen Cyatheaceae. Inga underarter finns listade.